# Mur de la caténaire
 (janvier 2022).
Si vous disposez d'ouvrages ou d'articles de référence ou si vous connaissez des sites web de qualité traitant du thème abordé ici, merci de compléter l'article en donnant les références utiles à sa vérifiabilité et en les liant à la section « Notes et références ».
Le mur de la caténaire est un phénomène physique auquel sont confrontés les locomotives électriques circulant à grande vitesse.

## Description
Le mur de la caténaire apparaît lorsque la vitesse est telle qu'elle amène le pantographe à rattraper l'onde mécanique progressive générée par son frottement sur la caténaire. Il peut rendre le captage du courant irrégulier voire abîmer et détruire les matériels fixes et roulants. Une solution consiste alors à augmenter au maximum la tension des câbles aériens afin d'accélérer l'onde générée et donc augmenter la vitesse à laquelle le mur apparaît.
Mais ce n'est pas la seule solution : l'augmentation de la vitesse théorique possible des TGV a été portée à plus de 600 km/h par l'amélioration des systèmes d'amortissement sur les porteurs du fil de contact (notamment leur fréquence de vibration), la mise en place d'un "calage" en hauteur de la caténaire (à 5,08 m) et d'un raidissement du pantographe (en circulation sous 25 000 V, le pantographe d'un TGV est bloqué en hauteur, les légères irrégularités étant absorbées par un petit amortisseur à air disposé au sommet du pantographe).
C'est l'ensemble de ces éléments qui permet de reculer ce "mur" et non pas seulement la tension mécanique de la caténaire[réf. nécessaire].